# Bộ Chất
Bộ Chất (?-247) tự Tử Sơn là một tướng Đông Ngô dưới thời Tam Quốc. Ông là một học giả sống ở đất Ngô, làm quân sư cho thủ lĩnh Tôn Quyền vào cuối thời Hậu Hán từ trước khi Đông Ngô ra đời.
Theo sách Thủy Kinh Chú Sớ, năm Kiến An 16, nhà Ngô sai Bộ Chất đem 400 vũ lại đi làm Giao Châu Thứ sử. Dọc đường Chất được thái thú Thương Ngô là Ngô Cự tiếp đón. Cự có tới 5000 quân, Bộ Chất lo lắng không tin tưởng. Cự cũng có ý hối tiếc đã rước Chất vào. Bộ Chất bèn dụ Ngô Cự và đô đốc là Khu Cảnh là người dũng cảm mưu lược đến nhà làm việc rồi chém chết cả hai, đem bêu đầu cho dân chúng thấy. Theo Ngô Chí, Bộ Chất Truyện thì Bộ Chất có tới 1000 cung thủ, khởi hành vào năm Kiến An 16. Theo sách này thì Ngô Cự là người của Lưu Biểu, ngoài mặt thì theo, trong bụng thì chống đối Chất. Chất dụ dỗ lôi cuốn, mời Cự đến nhà làm việc rồi giết đi. Giao Quảng Xuân Thu nói Khu Cảnh không bị giết cùng Ngô Cự mà đem 2 vạn thủy quân xuống lấy quận Nam Hải, còn Hành Nghị và Tiền Bác cũng là bộ tướng của Ngô Cự thì dàn quân chống chọi Bộ Chất ở cửa hẻm Cao Yếu. Hành Nghị và hơn 1000 quân lính rớt xuống nước chết.

## Các chức vụ đã nắm giữ
- Chủ ký (主記)
- Hải Diêm trưởng (海鹽長)
- Xa kỵ tướng quân Đông tào duyện (車騎將軍東曹掾)
- Bà Dương Thái thú (鄱陽太守)
- Thứ sử Giao Châu (交州刺史)
- Lập Vũ Trung Lang tướng (立武中郎將)
- Chinh Nam Trung Lang tướng (征南中郎將)
- Bình Nhung Tướng quân (平戎將軍)
- Quảng Tín Hầu (廣信侯)
- Hữu tướng quân Tả hộ quân(右將軍左護軍)
- Lâm Sương Hầu (臨湘侯)
- Phiếu Kỵ Tướng quân (驃騎將軍)
- Ký Châu Mục (冀州牧)
- Tây Lăng Đô đốc (西陵都督)
- Thừa tướng (丞相)